# Ямська (Можайськ)
Ямська (рос. Ямская)- село у Можайському районі Московської області Російської Федерації

## Розташування
Село Ямська входить до складу міського поселення Можайськ, воно розташовано на південь від Можайська. Найближчі населені пункти Красний Балтієць, Велике Новосуріно, Строїтель, Количево. Найближча залізнична станція Можайськ.

## Населення
Станом на 2006 рік у селі проживало 369 осіб, а в 2010 — 390 осіб.